# Luna 16
Luna 16 war eine sowjetische Mondsonde des Luna-Programms und die erste erfolgreiche unbemannte Probenrückführmission zu einem anderen Himmelskörper. Sie startete am 12. September 1970 und kehrte zwölf Tage später mit einer 101 g schweren Probe zur Erde zurück.

## Hintergrund
Seit 1966 entwickelten die Ingenieure bei NPO Lawotschkin den E-8-Satellitenbus für unbemannte Mondorbiter (Luna 19 und 22) sowie für Mondrover (Lunochod). Diese sollten das sowjetische bemannte Mondprogramm vorbereiten und begleiten. Parallel dazu entstanden auch Entwürfe für eine Probenrückführmission auf Grundlage dieser Plattform; diese wurden aber zunächst nicht weiterverfolgt.
Als absehbar wurde, dass die USA mit ihrem Apollo-Programm der Sowjetunion bei einer bemannten Mondlandung zuvorkommen würden, wurden sie wiederaufgenommen. Ziel war es, noch vor den USA eine Mondprobe zur Erde zu bringen. Am 30. Dezember 1968, unmittelbar nach dem Flug von Apollo 8, erklärte die Militärisch-Industrielle Kommission der Sowjetunion die unbemannten Probenrückführmissionen zur Hauptpriorität des Mondprogramms.
Am 14. Juni 1969 startete die erste dieser Sonden, die jedoch wegen eines Versagens der Blok-D-Oberstufe nicht einmal den Erdorbit erreichte. Einen Monat später flog die zweite Sonde unter der Bezeichnung Luna 15 nur wenige Tage vor Apollo 11 zum Mond. Sie erregte große mediale Aufmerksamkeit, schlug jedoch am 20. Juli auf der Mondoberfläche auf. Vor dem Start von Luna 16 kam es noch zu drei weiteren erfolglosen Versuchen: In einem Fall explodierte die Proton-Trägerrakete zwei Minuten nach dem Start, die beiden anderen Sonden strandeten im Erdorbit und erhielten die Kosmos-Bezeichnungen 300 bzw. 305.

## Aufbau
Die Landestufe machte über 90 % der Startmasse aus. Ihre Antriebseinheit bestand aus einem KTDU-417-Haupttriebwerk mit rund 19 kN Schub für Kurskorrekturen und Bremsmanöver sowie kleinere Vernierdüsen für den finalen Teil der Landung. An einer langen Stange war eine konische Antenne befestigt, die auf Frequenzen von 768 bzw. 922 MHz empfangen und auf 115 MHz senden konnte. Der Probenentnahme diente ein ausfahrbarer Arm mit einem Bohrer an der Spitze; eine Stereo-TV-Kamera suchte vor dessen Einsatz nach einer geeigneten Stelle. Die weitere wissenschaftliche Ausrüstung bestand aus Strahlungs- und Temperatursensoren.

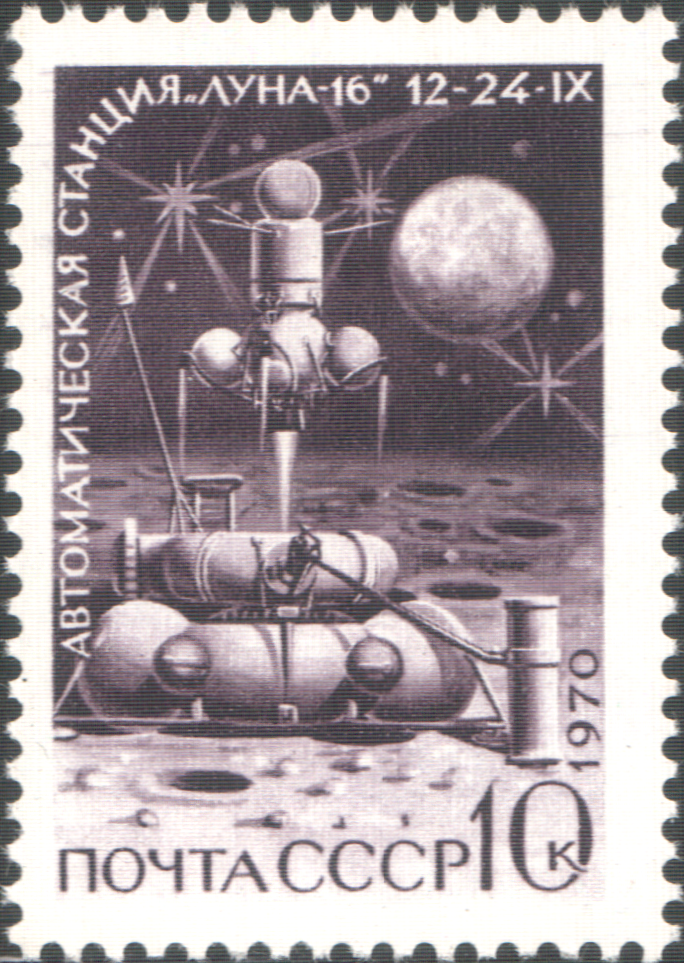
Sowjetische Briefmarke, die den Rückstart von Luna 16 von der Mondoberfläche zeigt

Die Rückstartstufe bestand aus einem hermetisch abgeschlossenen, sphärischen Probenbehälter und der Antriebseinheit. Sie wog voll betankt 520 kg, davon entfielen 245 kg auf den Treibstoff. Nach dem Rückstart waren keine Kurskorrekturen vorgesehen; stattdessen wurden Landeplatz und Startzeitpunkt exakt so berechnet, dass eine einzige Zündung des etwa 19 kN starken KRD-61-Triebwerks die Kapsel auf eine freie Rückkehrbahn zur Erde bringen würde. Vernierdüsen hielten die Rückkehrstufe währenddessen auf exakt vertikalem Kurs.

## Missionsverlauf
Fünf Tage nach dem Start schwenkte Luna 16 am 17. September in einen elliptischen Mondorbit mit einer Höhe von 118,6 × 102,6 km ein. Später wurde das Periselenum auf 15 km gesenkt. Am 20. September begann das Landemanöver mit einer 270 s langen Zündung des Haupttriebwerks, die 2,45 km über der Mondoberfläche endete. In 600 m Höhe wurde das Triebwerk für ein zweites Bremsmanöver erneut gezündet und in 20 m Höhe abgeschaltet, anschließend übernahmen nur noch die Vernierdüsen die Steuerung. Um 5:18 UTC landete Luna 16 im Mare Fecunditatis bei 0,5134° S und 56,3638° O. Damit landete erstmals eine Sonde auf der Nachtseite des Mondes; die Sonne war an diesem Ort 60 Stunden zuvor untergegangen.
Etwa 45 Minuten nach der Landung begann die Entnahme des Bohrkerns. In 35 cm Tiefe wurde der Bohrvorgang unterbrochen, als der Bohrer auf ein festes Hindernis stieß, und die entnommene Probe wurde in die Rückkehrkapsel überführt. Der Rückstart erfolgte am 21. September um 7:43 UTC. Drei Tage später trat die Kapsel mit 10,95 km/s in die Erdatmosphäre ein und wurde mit bis zu 350-facher Erdbeschleunigung abgebremst. Um 5:26 UTC landete sie an Fallschirmen rund 80 km südöstlich der Stadt Dzhezkazgan in Kasachstan.